# Fagaropsis angolensis
Fagaropsis angolensis là một loài thực vật có hoa trong họ Cửu lý hương. Loài này được (Engl.) H.M.Gardner mô tả khoa học đầu tiên năm 1936.